# McRib
Il McRib è un panino imbottito a base di carne di maiale venduto periodicamente nella catena di fast food McDonald's.
È stato introdotto per la prima volta nel menù McDonald nel 1981, a seguito di un test di marketing effettuato un anno prima. Il panino venne ideato da Sébastien Reeb e de René Arend, un dirigente di McDonald's nativo del Lussemburgo, che nel 1979 aveva già contribuito, insieme a Robert C. Baker e Fred L. Turner, all'invenzione dei Chicken McNuggets.
La storia raccontata da un rappresentante di McDonalds Svizzera è che René Arend, un amico di Sébastien Reeb, aveva visitato la casa di quest'ultimo e aveva osservato un panino che Sébastien aveva preparato per la sua cena. È da questo panino che ha preso piede il McRib, con alcune modifiche apportate da René Arend.
A causa dello scarso successo, nel 1985 fu tolto dal menù. Il McRib venne reintrodotto nel 1989, restando nel menù fino al 2005 in molte nazioni. Dal 2006 al 2018, è stato generalmente messo in vendita solo per brevi periodi di tempo a cadenza annuale, ma non su tutti i mercati, sebbene sia presenza fissa dell'offerta McDonald in Germania e Lussemburgo.

## Descrizione
Il McRib deriva il proprio nome dal termine inglese "rib", in italiano "costoletta". Il panino è infatti costituito da una striscia disossata di costolette di maiale, condita con cipolle, cetriolo a fette e una speciale salsa, dal gusto affumicato detta "Salsa McRib". Il tutto è racchiuso in un panino allungato dall'aspetto rustico. Sul sito web statunitense di McDonald's, la carne viene definita "McRib Pork Patty" il che lascia intendere che più che costolette vere e proprie private delle ossa, si tratti di una sorta di hamburger di maiale. Questo processo di lavorazione della carne fu sviluppato nell'esercito statunitense con l'intento di fornire prodotti di carne nutrienti ma a costi ridotti per le truppe sul campo. Tale processo fu poi rifinito dal dott. Roger Mandigo. Nonostante il nome, il McRib è principalmente composto da spalla di maiale, secondo quanto dichiarato dalla stessa McDonald's.

## Controversie
Nel novembre 2011, l'associazione Humane Society of the United States fece causa alla società produttrice della carne utilizzata per il McRib, la Smithfield Foods, accusandola di crudeltà verso gli animali e maltrattamento degli stessi nel processo produttivo aziendale. Le accuse comprendevano anche la scarsa osservanza delle norme igieniche, l'uso di gabbie di costrizione e condizioni di vita povere e insalubri, nonché mancanza di un adeguato benessere degli animali.

## Disponibilità limitata
Le speculazioni che sono sorte circa il perché della disponibilità limitata del McRib, e della sua diffusione o meno in certe nazioni, includono teorie sul prezzo altalenante della carne e sull'inaffidabilità delle catene di approvvigionamento di carne suina sfusa; la consapevole manipolazione delle finestre di disponibilità per trasformare l'articolo in un "prodotto di culto" per l'azienda e rinnovare così l'entusiasmo dei clienti così da ottenere maggiori vendite.
Uno studio non ufficiale del 2011 intitolato A Conspiracy of Hogs: The McRib as Arbitrage illustra la correlazione esistente tra il prezzo della carne di maiale e il lasso temporale nel quale McDonald rende disponibile il prodotto nei propri ristoranti; tutte e cinque le occasioni nelle quali il McRib fu messo in vendita negli Stati Uniti tra il 2005 e il 2011, si ebbero durante periodi di ribasso del prezzo della carne di maiale.
La spiegazione ufficiale di McDonald riguardo ai periodi di tempo limitati nel quale il panino è reso disponibile è la seguente, come riportato nel sito ufficiale dell'azienda: "Ci piace variare il nostro menù durante tutto l'anno offrendo alcuni articoli a tempo limitato, come il nostro Shamrock Shake in primavera. I tempi del ritorno del McRib possono variare di anno in anno, ma recentemente è spesso tornato disponibile in autunno".

## Valori nutrizionali
Il McRib ha 480 Kilocalorie (2.008 kJ), 22 grammi di lipidi (di cui 7 grammi di grassi saturi), 45 grammi di carboidrati e 25 grammi di proteine.